# Zeïni Moulaye
Zeïni Moulaye, né en 1954, est un homme politique malien. Depuis octobre 2020, il est ministre des Affaires étrangères.
Il a auparavant été ministre des Transports et du Tourisme de 1989 à 1991.